# Сијера Вју (Пенсилванија)
Сијера Вју (енгл. Sierra View) насељено је место без административног статуса у америчкој савезној држави Пенсилванија.

## Демографија
По попису из 2010. године број становника је 4.813.
| Група             | 2000.    | 2010.         |
| Белци             | 0 (0,0%) | 3.132 (65,1%) |
| Афроамериканци    | 0 (0,0%) | 829 (17,2%)   |
| Азијати           | 0 (0,0%) | 66 (1,4%)     |
| Хиспаноамериканци | 0 (0,0%) | 758 (15,7%)   |
| Укупно            | 0        | 4.813         |